# TV 2 Zulu
TV 2 Zulu var TV 2 Danmarks comedykanal. TV 2 Zulu gik i luften den 15. oktober 2000 som den anden tv-kanal i TV 2-familien. Palle Strøm og Keld Reinicke var kanalchefer. TV 2 Zulu var en del af TV 2's datterselskab TV 2 Networks, som foruden TV 2 Zulu også omfattede TV 2 NEWS, TV 2 Charlie og TV 2 Sport
Nuværende chef for TV 2 Networks er Sune Roland, der overtog posten efter Maiken Wexø, som var chef fra 2009-2013.
TV 2 ZULU-kanalen var fokuseret tv omkring bl.a. comedy og sitcoms, og henvendte sig primært til den yngre del af befolkningen. Indholdet udbredes gennem tv, men distribueredes også gennem digitale medier med fokus på brugerinvolvering.
Kanalens primære målgruppe var aldersgruppen 15 til 30 år, og kanalen havde typisk en seerandel på 2 procent af den samlede tv-forbrug. TV 2 Zulu har siden 2003 været en betalingskanal.
Vigga Svensson var TV2 Zulus speaker fra år 2000 indtil hun blev erstattet af Nina Lind i 2018.
Kanalen var abonnementsbetalt og reklamefinansieret og kunne bl.a. ses via kabel-tv, satellit og online via TV 2 PLAY.
TV 2 Zulu blev lukket d. 27. marts 2023 og blev erstattet af TV 2 Echo.

## Programmer
Foruden en lang række indkøbte, fortrinsvis amerikanske, tv-programmer såsom Venner, David Letterman, Ellen DeGeneres, Everybody Hates Chris, Roseanne og Kongen af Queens, har TV 2 Zulu siden starten udsendt en lang række danskproducerede tv-programmer:
- Bostrup & Glahn
- Brian Mørk Show
- Comedy Fight Club
- Danish Dynamite
- De 7 dødssynder
- Den perfekte mand
- Dybvaaaaad!
- Eventyrerne
- FC Zulu
- Flimmer
- FunnyHaHa Tv
- Get Ahead med Patrick Toftgaard
- Gintbergs Store Aften
- Gustne Gensyn
- Hvor fanden er Herning?
- Hypokonder
- KebabTV
- Kissmeyer Basic
- Klarsyn
- Klovn
- Komiker for en aften
- Krammeholdet
- Kvægræs
- Langt fra Las Vegas
- Løjserne
- Martin og Ketil - Verden for begyndere
- Mens vi venter på kometen
- Mig og Min Bolig
- Minkavlerne
- Modepatruljen
- Mr. Poxycat & Co
- Mørk & Jul
- Nørgaards netfix
- Oraklerne
- P.I.S. (2000-2006)
- Penislægens Værksted'
- Popstars (2001-2004)
- Prinsesse for en aften
- Raketfart
- Rytmekons
- Sara & Signe
- Shooting Stars
- SJIT Happens
- Slemme Slemme Piger
- Stand-up.dk
- Stig Römer Live
- Tak for i aften
- Testkaninerne
- Topmodel
- Troldmandsskolen
- Træmand
- Tung Metal
- TV-Glad
- Tåber på eventyr
- Ups det er live
- Ulrik E - Mesterdateren fra Helvede
- Vild med Comedy
- Zahle's Top Ti
- ZHitparaden
- Zulu BFF
- Zulu Bingo
- Zulu Djævleræs
- Zulu Late Night, Live
- Zulu Love Camp
- Zulu Love Champs
- Zulu Gumball
- Zulu Royal
- Zulu Valg
- Zulu Valg - Gintberg og partibogen
- Åndernes Magt

## Events
Som markedsføring har TV 2 Zulu også været arrangør af en række events, heriblandt:
- Zulu Awards
- Zulu Comedy Festival
  - Zulu Comedy Galla
- Zulu Sommerbio
- Zulu Rocks